# Onze-Lieve-Vrouw-van-Lourdeskerk (Bressoux)

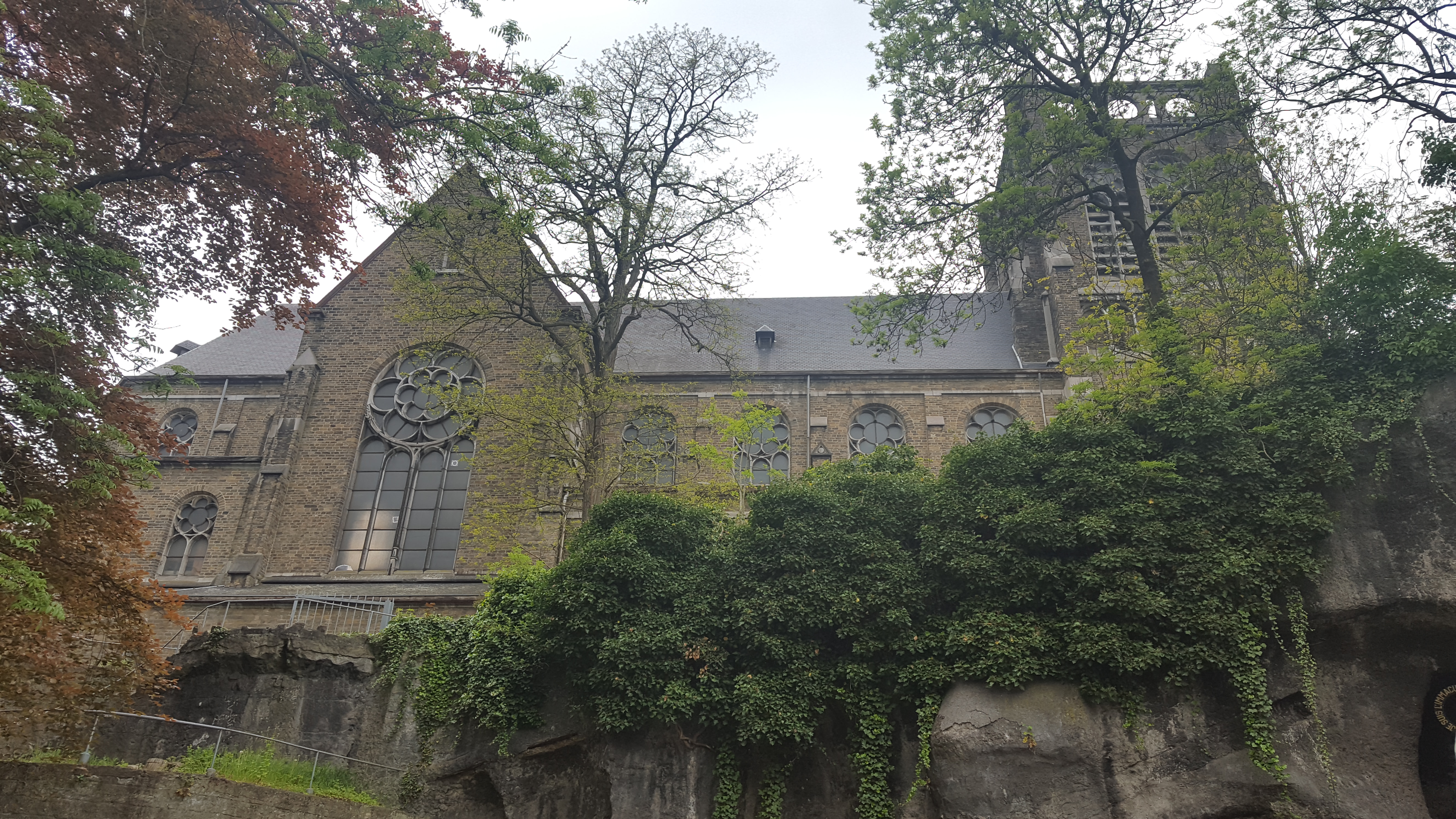
Onze-Lieve-Vrouw-van-Lourdeskerk

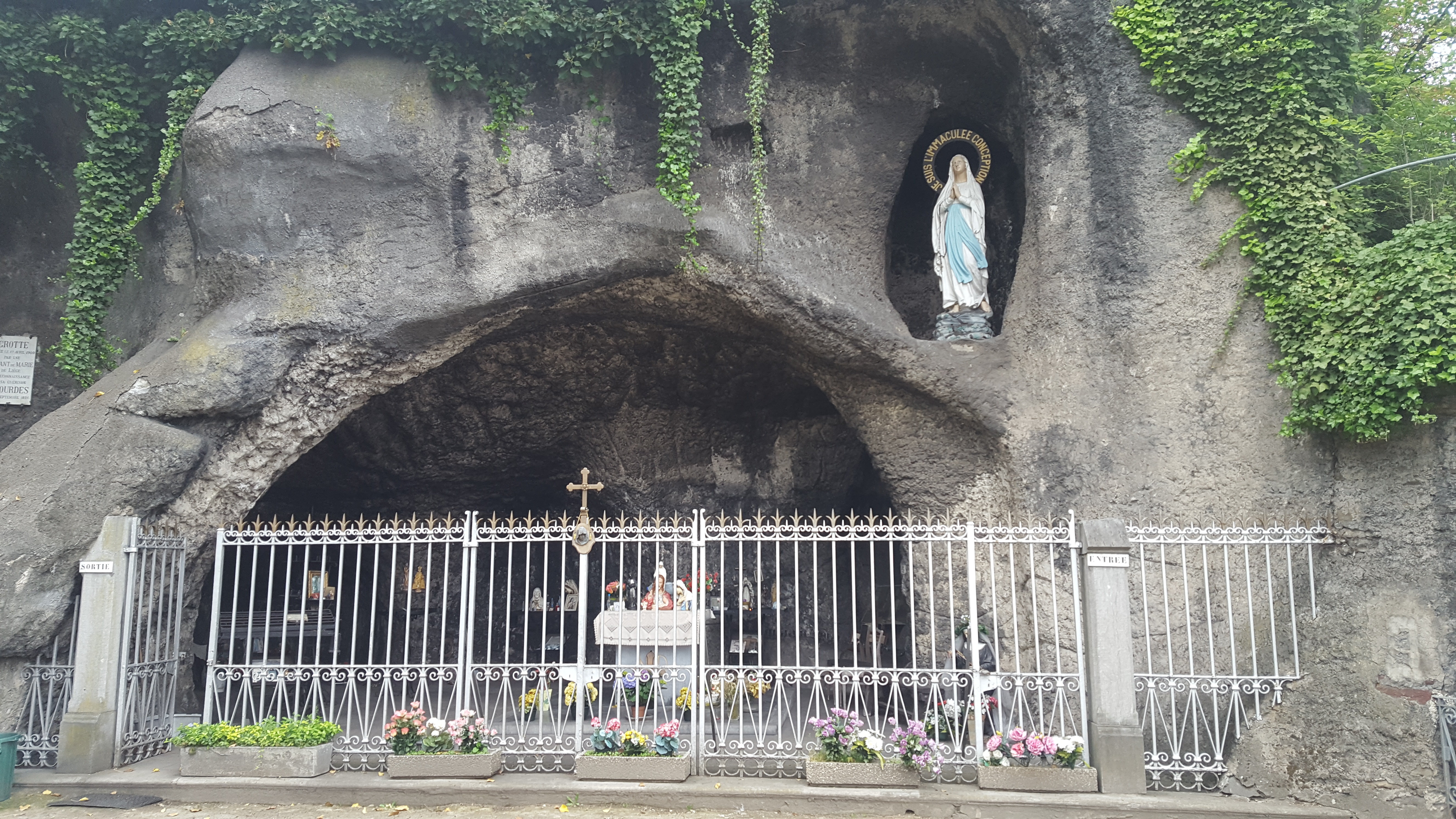
Lourdesgrot

De Onze-Lieve-Vrouw-van-Lourdeskerk (Église Notre-Dame de Lourdes au Bouhay) is een voormalige kloosterkerk, gelegen aan de Rue Winston Churchill 340 te Bressoux (Luik).
Deze kerk behoorde toe aan de Abdij van Bouhay, welke de Reguliere Kanunniken van Sint-Augustinus huisvestte.

## Geschiedenis
Boven een in 1901-1902 tot stand gebrachte bovengrondse crypte werd van 1919-1921 een kloosterkerk gebouwd naar ontwerp van Edmond Jamar. Deze kerk werd in een 13e-eeuwse gotische stijl gebouwd, met stompe westtoren tegen een driebeukige kruiskerk aangebouwd. Het koor heeft een veelzijdige sluiting. Als materiaal werd zandsteen en graniet gebruikt.
Achter de kerk werden kloostergebouwen opgetrokken, te beginnen in 1933 naar ontwerp van L. Habran. In 1995 werden deze gebouwen in gebruik genomen als bejaardentehuis. Het gehele domein is echter in bezit van een projectontwikkelaar, welke het klooster als zodanig verhuurt.
De kerk werd in 1969 een parochiekerk. In 2014 stierf de laatste kanunnik op 94-jarige leeftijd.
Bij de kerk bevindt zich een Lourdesgrot.